# Sybra preapicetriangularis
Sybra preapicetriangularis là một loài bọ cánh cứng trong họ Cerambycidae.